# Pan American World Airways
A Pan American World Airways, originalmente fundada como Pan American Airways e comumente conhecida como Pan Am, foi a principal e maior companhia aérea internacional e de bandeira não oficial dos Estados Unidos de 1927 até seu colapso em 4 de dezembro de 1991. Foi fundada em 1927 como um serviço regular de correio aéreo e transporte de passageiros operando entre Key West, Flórida, e Havana, Cuba. A companhia aérea é creditada por muitas inovações que moldaram a indústria aérea internacional, incluindo o uso generalizado de aeronaves a jato, jatos jumbo e sistemas de reserva computadorizados. Foi também membro fundador da International Air Transport Association (IATA), a associação global da indústria aérea.
Identificada por seu logotipo do globo azul ("The Blue Meatball", ou "a almôndega azul", em tradução livre), seu uso da palavra "Clipper" em seus nomes de aeronaves, e pelos bonés dos uniformes brancos de seus pilotos, a companhia aérea era um ícone cultural do século XX.

## História
Fundada em 1927 por dois ex-majores do Corpo Aéreo do Exército dos Estados Unidos da América, para competir com a SCADTA colombiana, atual Avianca, a Pan Am começou como um serviço regular de correio aéreo e passageiros voando entre Key West, Flórida, e Havana, Cuba. Na década de 1930, sob a liderança do empresário e visionário americano Juan Trippe, a companhia aérea comprou uma frota de hidroaviões como o Boeing 314 Clipper, e concentrou sua rede de rotas na América Central e do Sul, se fundindo com uma de suas maiores rivais, a New York-Rio-Buenos Aires Line (NYRBA), além de adquirir sua subsidiária, a NYRBA do Brasil, posteriormente renomeada como Panair do Brasil. Além de estar adicionando gradualmente destinos transatlânticos e transpacíficos, como Hong Kong, junto à Air France e Imperial Airways. Em meados do século 20, a Pan Am desfrutava de um quase monopólio nas rotas internacionais, junto à Trans World Airlines e Braniff International Airways, estabelecendo hubs nos principais aeroportos asiáticos e europeus, como Frankfurt e Haneda. Liderou a indústria aeronáutica na Era do Jato, tendo uma grande parceria de exclusividade com a Boeing, adquirindo novos jatos da fabricante como o Boeing 707 e o Boeing 747. A frota moderna da Pan Am permitiu-lhe voar um maior número de passageiros, a uma distância mais longa e com menos paragens do que os rivais. Seu principal hub e terminal principal foi o Worldport no Aeroporto Internacional John F. Kennedy em Nova York.
Durante seu auge, entre o final da década de 1950 e o início da década de 1970, a Pan Am era conhecida por sua frota avançada, pessoal altamente treinado, comodidades e diversos mimos aos passageiros. Em 1970, voou 11 milhões de passageiros para 86 países, com destinos em todos os continentes, exceto na Antártida. Em uma era dominada por companhias de bandeira que eram totais ou majoritariamente detidas por governos, a Pan Am tornou-se a transportadora nacional não estatal e não oficial dos Estados Unidos. Foi membro fundador da Associação Internacional de Transporte Aéreo (IATA), a associação global do setor aéreo.
A partir de meados da década de 1970, a Pan Am começou a enfrentar uma série de desafios internos e externos, como as crises do petróleo e a maior extensão de companhias aéreas domésticas como a American Airlines e United Airlines, juntamente com a crescente concorrência da desregulamentação do setor aéreo em 1978. Depois de várias tentativas de reestruturação financeira e rebranding ao longo da década de 1980, a Pan Am gradualmente vendeu seus ativos, como a divisão e slots dos hubs do Pacífico para a United, e a venda da IHC, antes de declarar falência em 1991. Quando cessou suas operações, a marca registrada da companhia aérea era a segunda mais reconhecida mundialmente, e sua perda foi sentida entre os viajantes e muitos americanos como significando o fim da era de ouro das viagens aéreas. Sua marca, iconografia e contribuições para a indústria permanecem bem conhecidas no século 21, como na série Pan Am e em roupas sul-coreanas. O nome e as imagens da companhia aérea foram comprados em 1998 pela holding ferroviária Guilford Transportation Industries, que mudou seu nome para Pan Am Systems e adotou o logotipo da Pan Am.

## Acidentes
O Voo Pan Am 73 decolou do Aeroporto Sahar, Bombaim, em setembro de 1986, para Frankfurt, Alemanha, com uma escala em Carachi, Paquistão. A aeronave 747-121 Clipper Empress of the Seas foi sequestrada por quatro terroristas palestinos da organização Abu Nidal, que exigiram que a aeronave pousasse no Chipre para libertar prisioneiros palestinos. 20 pessoas foram mortas em conflito com os terroristas, armados. Mas a maioria dos passageiros sobreviveu graças à ajuda de Neerja Bhanot, uma comissária de voo que guiou e resgatou os passageiros para fora de aeronave. Após ser morta pelos terroristas, que foram presos pela guarda do Aeroporto de Carachi, Neerja foi honrada postumamente pelo governo indiano por sua coragem e bravura, o filme Neerja (2016) retrata essa história.
O voo 816 decolou de Auckland, Nova Zelândia para São Francisco (Califórnia), com escalas em Taiti, Polinésia Francesa e Los Angeles, foi operado por um 707-321 Clipper Winged Racer , quando o jato decolou do Aeroporto de Faa'a, em Papeete, 30 segundos depois, o jato guinou para a direita e caiu no mar, 78 passageiros e tripulantes morreram no acidente, apenas 1 passageiro, James Campbell, sobreviveu.
O voo 110 iria decolar de Fiumicino-Roma, e iria até o Aeroporto de Tehran-Imam Khomeini, no Irã, com uma escala em Beirute. Enquanto o avião estava estacionado em Roma, terroristas do grupo palestino Fatah atacaram o terminal de passageiros e o avião 707-321 Clipper Celestial com bombas incendiárias e fósforos, matando 30 pessoas pelo incêndio e pela fumaça espessa dentro da aeronave, incluindo autoridades do Marrocos que iriam a uma conferência em Teerã, Irã, além disso, os palestinos sequestraram outra aeronave estacionada em Roma, o Voo Lufthansa 303, operado por um 737.

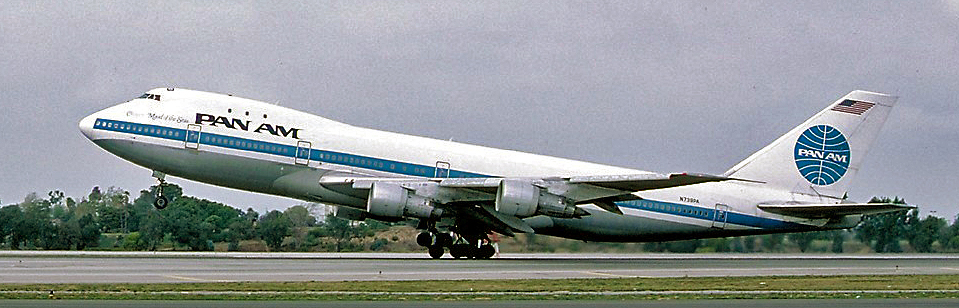
Boeing 747-121 Clipper Maid of the Seas, fotografado em março de 1987, 1 ano antes do acidente.

O Voo 1736 decolou do Aeroporto Internacional de Los Angeles com destino à ilha de Grã Canária, Espanha, com uma escala em Nova York. Devido a um atentado terrorista no aeroporto de Gran Canaria, todas as aeronaves, incluindo o 747-121 Clipper Victor envolvido no acidente, para o aeroporto Los Rodeos, em Tenerife. Devido ao mau tempo e erro humano, os controladores de voo acidentalmente colocaram o voo 1736, que estava no táxi, esperando a permissão de decolagem, em rota de colisão com o voo KLM 4805, operado pelo 747-206 Rijn, que estava decolando, assim, os dois 747s se colidiram, com o KLM passando por cima e destruindo a fuselagem superior do Pan Am, o acidente vitimou todos os 248 passageiros do KLM, enquanto vitimou 335 passageiros do Pan Am, onde sobreviveram 61 pessoas. Esse acidente foi o mais letal da aviação, conhecido como Desastre Aéreo de Tenerife.

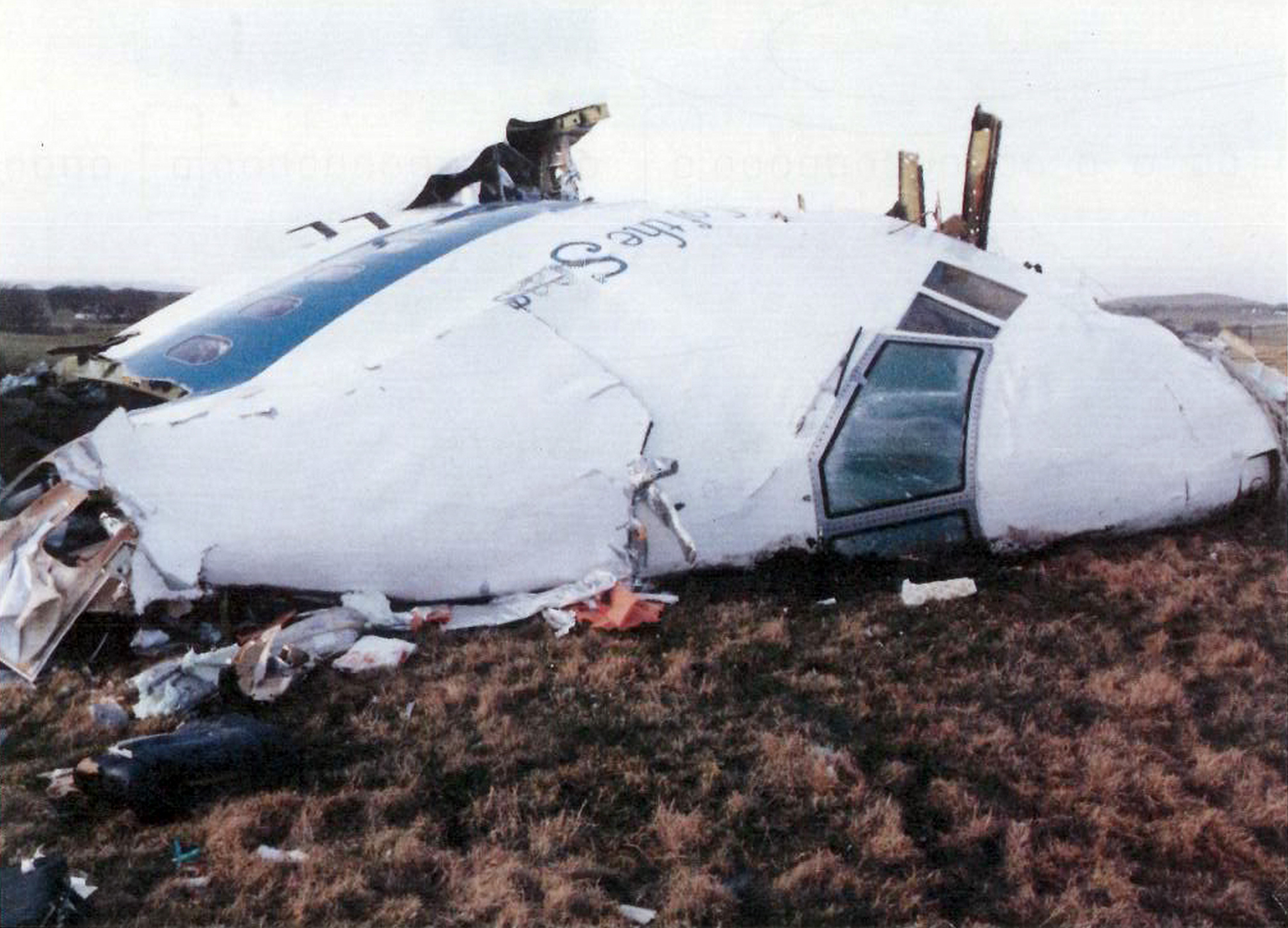
Seção dianteira do Clipper Maid of the Seas acidentado em Lockerbie.

O Atentado de Lockerbie envolveu o voo 103, operado pelo 747-121 Clipper Maid of the Seas, que decolou de Frankfurt com destino à Detroit, com escalas em Londres e Nova York. Às 19:00 do horário local, uma bomba colocada numa mala despachada de um grupo terrorista líbio, explodiu enquanto o avião sobrevoava a cidade escocesa de Lockerbie, a bomba rasgou a fuselagem do avião, que se partiu em pedaços que caíram feito chuva na cidade, que comemorava os preparativos para a Véspera de Natal, partes como a seção dianteira do Clipper foram encontradas em Tundergarth Hill, e o meio da fuselagem foi encontrado no bairro de Rosebank. Após incontáveis buscas do FBI em 1991, emitiram mandados de prisão para dois líbios, que foram identificados a partir da revelação por Muammar Gaddafi, em 1999, no relatório final, afirma que o atentado foi planejado pelo governo líbio como um retorno agressivo às respostas ao Atentado à discoteca de Berlim em 1986. Todas as 270 pessoas no avião morreram, além de 11 pessoas no solo, foi o atentado terrorista mais letal do Reino Unido.

## Frota

### Frota em 1990
Aeronaves operadas Pan Am e Pan Am Express em março de 1990, um ano e meio antes do colapso da companhia:
| Aeronave        | Em Serviço | Pedidos | Passageiros | Passageiros | Passageiros | Passageiros | Notas                                                          |
| Aeronave        | Em Serviço | Pedidos | F           | C           | Y           | Total       | Notas                                                          |
| --------------- | ---------- | ------- | ----------- | ----------- | ----------- | ----------- | -------------------------------------------------------------- |
| Airbus A300B4   | 12         | —       | —           | 24          | 230         | 254         |                                                                |
| Airbus A310-200 | 7          | —       | —           | 18          | 207         | 225         |                                                                |
| Airbus A310-300 | 12         | —       | 12          | 30          | 154         | 196         |                                                                |
| Boeing 727-200  | 91         | 9       | —           | 14          | 131         | 145         | Pedidos de aeronaves usadas                                    |
| Boeing 737-200  | 5          | —       | —           | 21          | 95          | 116         |                                                                |
| Boeing 747-100  | 18         | —       | 39          | 52          | 286         | 377         | Configuração de assentos de 1989 (para vôos da América do Sul) |
| Boeing 747-200B | 7          | —       | 21          | 44          | 347         | 412         | Configuração de assentos de 1987                               |
| Total           | 152        | 9       |             |             |             |             |                                                                |

| Aeronaves                  | Em Serviço | Pedidos |
| -------------------------- | ---------- | ------- |
| ATR 42-300                 | 8          | 3       |
| De Havilland Canada Dash 7 | 10         | —       |
| Total                      | 18         | 3       |

### Histórico da Frota
Todos os aviões operados pela Pan Am:
| Aeronave                            | Anos de operação | Total | Tipo           | Notas |
| ----------------------------------- | ---------------- | ----- | -------------- | --- |
| Airbus A300-B4                      | 1984–1991        | 13    | Avião a jato   | 2 pedidos |
| Airbus A310-221                     | 1985–1991        | 7     | Avião a jato   | |
| Airbus A310-324                     | 1987–1991        | 14    | Avião a jato   | Lançamento do motor CF6-80 para A310 |
| Airbus A320-200                     | N/A              | 0     | Avião a jato   | 50 pedidos, nunca entregues. Primeiros 16 entregues para Braniff (BN). |
| Avions de Transport Régional ATR-42 | 1987–1991        | 12    | Turboélice     | Operado pela Pan Am Express |
| BAe Jetstream 31                    | 1987–1991        | 10    | Turboélice     | Operado pela Pan Am Express |
| Boeing 307 Stratoliner              | 1940–1948        | 3     | Hélice         | |
| Boeing 314                          | 1939–1946        | 9     | Flying boat    | Primeiro transporte transatlântico |
| Boeing 377 Stratocruiser            | 1949–1961        | 28    | Hélice         | 8 Stratocruiser adquiridos da AOA |
| Boeing 707–121                      | 1958–1974        | 8     | Avião a jato   | lançamento da serie 707 |
| Boeing 707–321                      | 1959–1973        | 26    | Avião a jato   | |
| Boeing 707-321B                     | 1962–1981        | 60    | Avião a jato   | |
| Boeing 707-321C                     | 1963–1979        | 34    | Avião a jato   | |
| Boeing 720B                         | 1963–1974        | 9     | Avião a jato   | |
| Boeing 727–100                      | 1965–1991        | 46    | Avião a jato   | 19 adquiridos da "National Airlines" |
| Boeing 727–200                      | 1979–1991        | 105   | Avião a jato   | 24 adquiridos da "National Airlines" |
| Boeing 737–200                      | 1982–1991        | 16    | Avião a jato   | |
| Boeing 747–100                      | 1969–1991        | 44    | Avião a jato   | Lançamento do Boeing 747–100 series e Boeing 747 33 Boeing 747–121s de propriedade da Pan Am 5 Boeing 747–122s foram comprados da United Airlines 4 Boeing 747–123s foram comprados da American Airlines 2 Boeing 747–132s foram comprados da Delta Air Lines |
| Boeing 747-212B                     | 1983–1991        | 7     | Avião a jato   | Todos os 7 Boeing 747-212Bs anteriormente operado pela Singapore Airlines. |
| Boeing 747-273C                     | 1974–1983        | 1     | Avião de carga | Operado pela Pan Am Cargo, anteriormente operado pela World Airways. |
| Boeing 747-221F                     | 1979–1983        | 2     | Avião de carga | Operado pela Pan Am Cargo |
| Boeing 747SP                        | 1976–1986        | 11    | Avião a jato   | Lançamento da Serie Boeing 747SP 10 Boeing 747SP-21s de propriedade da Pan Am 1 Boeing 747SP-27 comprado da Braniff Airways |
| Consolidated Commodore              | 1930–1943        | 14    | Flying boat    | |
| Convair CV-240                      | 1948–1957        | 20    | Hélice         | |
| Convair CV-340                      | 1953–1955        | 6     | Hélice         | |
| Curtiss C-46                        | 1948–1956        | 12    | Hélice         | |
| de Havilland Canada Dash 7          | ??–1991          | 8     | Turboélice     | Operado pela Pan Am Express |
| Douglas DC-2                        | 1934–1941        | 9     | Hélice         | |
| Douglas DC-3                        | 1937–1948        | 90    | Hélice         | |
| Douglas DC-4                        | 1947–1961        | 22    | Hélice         | |
| Douglas DC-6                        | 1953–1968        | 49    | Hélice         | |
| Douglas DC-7                        | 1955–1966        | 37    | Hélice         | |
| Douglas DC-8-32 and Douglas DC-8-33 | 1960–1970        | 19    | Avião a jato   | |
| McDonnell Douglas DC-8-62           | 1970–1971        | 1     | Avião a jato   | Todos os DC-8-62 foram operados por 1 ano |
| McDonnell-Douglas DC-10-10          | 1980–1984        | 11    | Avião a jato   | Adquiridos da National em 1980 |
| McDonnell-Douglas DC-10-30          | 1980–1985        | 5     | Avião a jato   | Adquiridos da National em 1980 |
| Fairchild FC-2                      | 1928–1933        | 5     | Hélice         | Primeira aeronave da Panagra, subsidiaria da Pan Am |
| Fairchild 71                        | 1930–1940        | 3     | Hélice         | |
| Fairchild 91                        | 1936–1937        | 2     | Hélice         | 4 pedidos, todos cancelados |
| Fokker F-10A                        | 1929–1935        | 12    | Hélice         | |
| Fokker F.VIIa/3m                    | 1927–1930        | 3     | Hélice         | Primeiro avião da Pan Am |
| Ford Trimotor                       | 1929–1940        | 11    | Hélice         | |
| Lockheed Model 9 Orion              | 1935–1936        | 2     | Hélice         | |
| Lockheed Model 10 Electra           | 1934–1938        | 4     | Hélice         | |
| Lockheed L-049 Constellation        | 1946–1957        | 29    | Hélice         | |
| Lockheed L-749 Constellation        | 1947–1950        | 4     | Hélice         | |
| Lockheed L-1049 Super Constellation | 1955             | 1     | Hélice         | |
| Lockheed L-1011-500 TriStar         | 1980–1986        | 12    | Avião a jato   | |

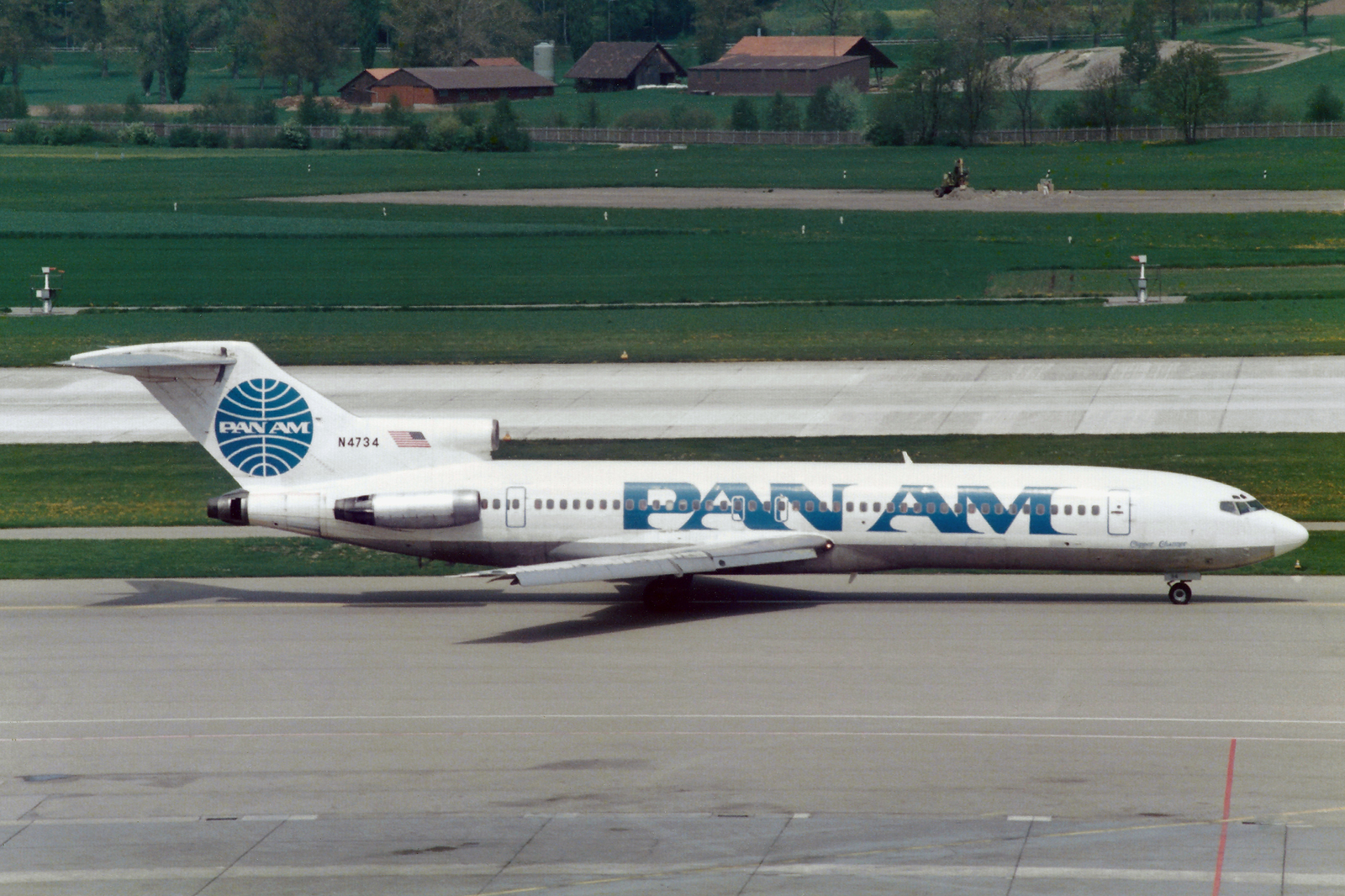
Boeing 727-200 "Clipper Goodwill" a aeronave que realizou o último voo da Pan Am no dia 04 de dezembro de 1991
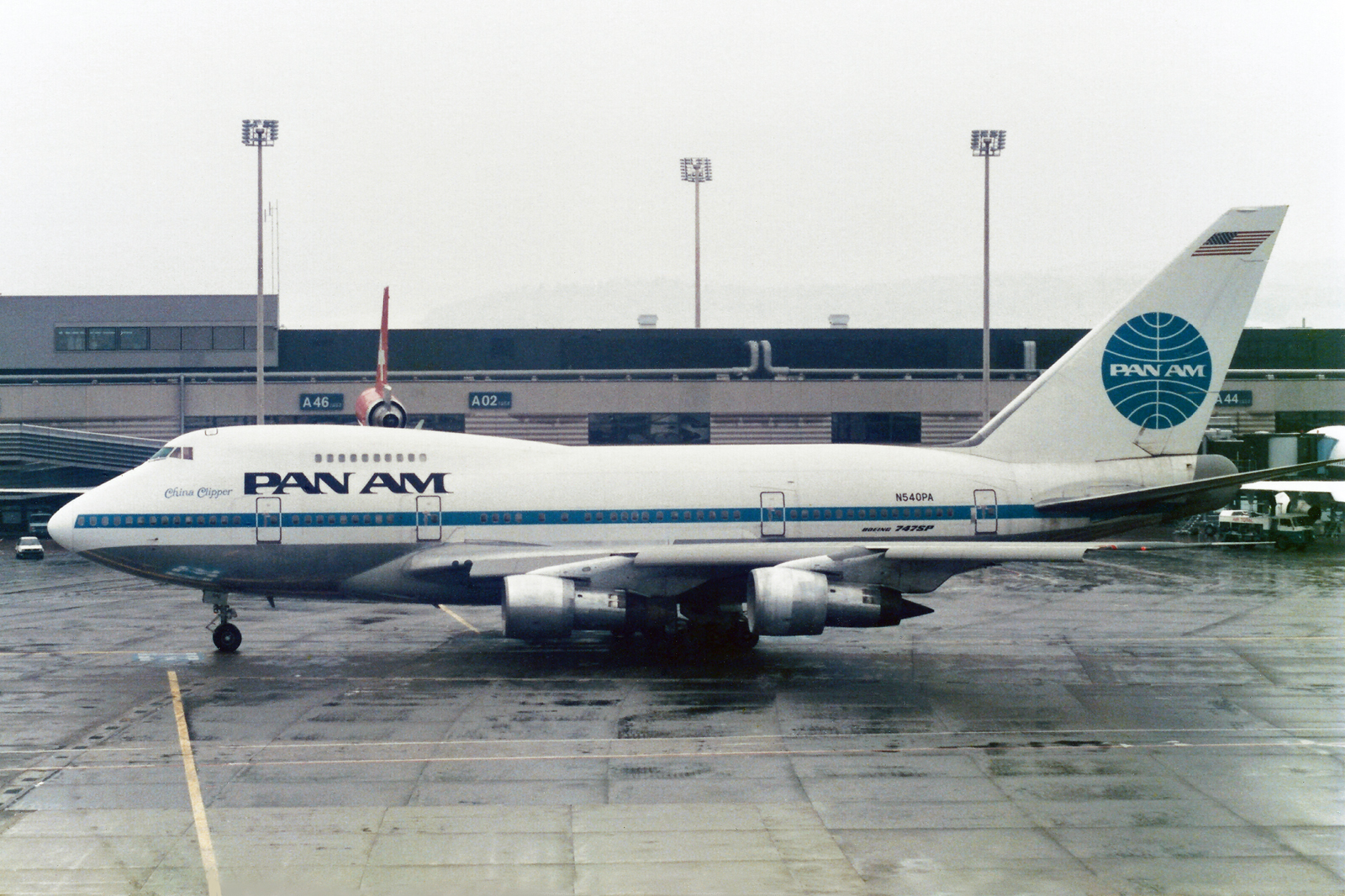
China Clipper - Boeing 747JSP (Special Performance)
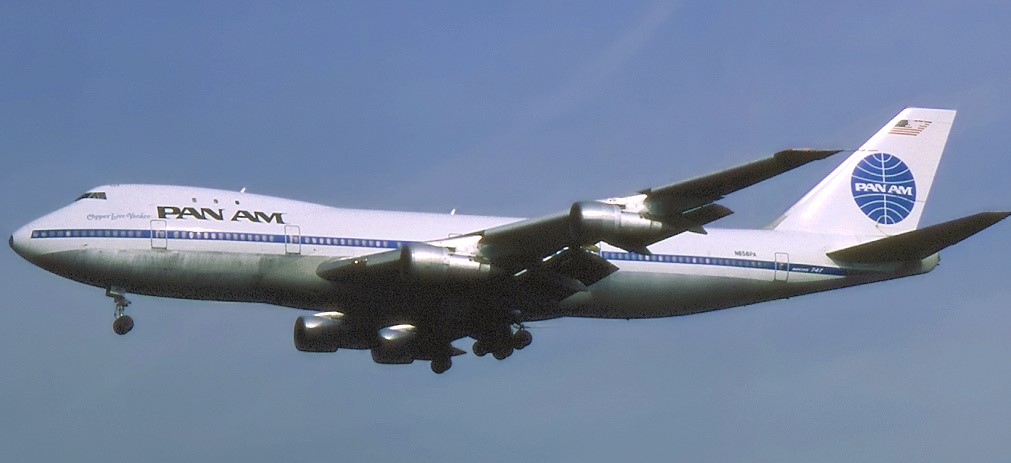
Clipper Live Yankee - Boeing 747-121